# Воронино (Николо-Погостинский сельсовет)
Воро́нино — деревня в Городецком районе Нижегородской области. Входит в состав Николо-Погостинского сельсовета.